# Kathy Sheehy
Kathy "Gubba" Sheehy, född 26 april 1970 i Moraga, Kalifornien, är en amerikansk vattenpolospelare. Hon deltog i den olympiska vattenpoloturneringen i Sydney där USA:s damlandslag i vattenpolo tog silver. Sheehy spelade sju matcher i turneringen och gjorde ett mål i matchen mot Ryssland. Sheehy studerade vid San Diego State University.